# Élections législatives russes de 1993
Les élections législatives russes de 1993 se sont tenues le 12 décembre 1993 pour élire les 450 députés de la Douma, la chambre basse du parlement russe. Il s'agit des premières élections législatives depuis la dislocation de l'URSS.

## Résultats
| Parti                                           | Proportionnel | Proportionnel | Proportionnel | Circonscriptions | Circonscriptions | Circonscriptions | Total sièges |
| Parti                                           | Voix          | %             | Sièges        | Voix             | %                | Sièges           | Total sièges |
| ----------------------------------------------- | ------------- | ------------- | ------------- | ---------------- | ---------------- | ---------------- | ------------ |
| Parti libéral-démocrate de Russie               | 12 318 562    | 22,9          | 59            | 1 577 400        | 3,0              | 5                | 64           |
| Choix démocratique de Russie (en)               | 8 339 345     | 15,5          | 40            | 3 630 799        | 6,8              | 24               | 64           |
| Parti communiste de la fédération de Russie     | 6 666 402     | 12,4          | 32            | 1 848 888        | 3,5              | 10               | 42           |
| Femmes de Russie (en)                           | 4 369 918     | 8,1           | 21            | 309 378          | 0,6              | 2                | 23           |
| Parti agrarien de Russie                        | 4 292 518     | 8,0           | 21            | 2 877 610        | 5,4              | 16               | 37           |
| Yavlinsky–Boldyrev–Lukin                        | 4 223 219     | 7,9           | 20            | 1 849 120        | 3,5              | 7                | 27           |
| Parti de l'unité russe et de l'accord (en)      | 3 620 035     | 6,7           | 18            | 1 443 454        | 2,7              | 4                | 22           |
| Parti démocratique de Russie                    | 2 969 533     | 5,5           | 14            | 1 094 066        | 2,1              | 0                | 14           |
| Mouvement démocratique russe de la réforme (en) | 2 191 505     | 4,1           | 0             | 1 083 063        | 2,0              | 5                | 5            |
| Union civique (en)                              | 1 038 193     | 1,9           | 0             | 1 526 115        | 2,9              | 10               | 10           |
| Future de la Russie–Nouveaux Noms (en)          | 672 283       | 1,3           | 0             | 411 426          | 0,8              | 2                | 2            |
| Les Verts                                       | 406 789       | 0,8           | 0             | 301 266          | 0,6              | 1                | 1            |
| Dignité et charité (en)                         | 375 431       | 0,7           | 0             | 445 168          | 0,8              | 3                | 3            |
| Autres                                          | –             | –             | –             | 377 863          | 0,7              | 0                | 0            |
| Indépendants                                    | –             | –             | –             | 25 961 405       | 48,7             | 130              | 130          |
| Contre tous                                     | 2 267 963     | 4,2           | –             | 8 509 300        | 16,0             | –                | –            |
| Blancs et nuls                                  |               | –             | –             | 4 248 927        | –                | –                | –            |
| Vacants                                         | –             | –             | –             | –                | –                | 6                | 6            |
| Total                                           | 53 751 696    | 100           | 225           | 57 495 248       | 100              | 225              | 450          |
| Inscrits/participation                          | 106 170 835   |               | –             | 106 170 835      | 54,2             | –                | –            |